# Ay Timur
Ay Timur Muhammad (o Muhammad Ay Teymur) fou un cap dels sabardar i governant de Sabzawar. Era fill d'un esclau i va succeir en la direcció dels sabardars a Masud.
Fou reclutat per Masud junt amb altres turcs per ampliar la seva milícia de bandits i dervixos. Masud li va encarregar el govern de Sabzawar quan va fer campanya contra Herat el 1342 i contra Mazanderan el 1344. En aquesta darrera regió Masud i el seu exèrcit foren derrotats i el cap va morir. Ay Timur es va trobar llavors com a cap dels sabardars, que dominaven també Nixapur.
Atacat per Takhay Timur (Ṭaḡāy Tīmūr) i per Argunshah Djawni Kurbani (mongol Je'ün Gurban) va reconèixer la sobirania de Taqay Timur (1345) com acredita una moneda emesa a Sabzawar en aquest any. Va ampliar les seves forces amb les dels dervixos xiïtes desmobilitzats després de la mort del seu cap Hasan Djuri a mans de Masud. Els dervixos però veien a Ay Timur com un home de Masud i representant de la burgesia de Bashtin (d'eon era originari el primer cap dels sabardars Abd al-Razzak Bashtini) que no els tenien en consideració. Amb l'excusa de la seva manca de respecte pels dervixos, la seva preferència per la massa i els comuns, i el fer inadequat de ser regits pel fill d'un esclau, el van deposar (1346) i sota la direcció de l'aristocràcia de Sabzawar dirigida per Shams al-Din Ali, i el van matar (agost/setembre del 1346)

## Nota
1. ↑  dinastia revolucionaria que va existir al nord-est de Pèrsia del 1336 al 1381